# Letecký útok na Prahu 25. března 1945
Letecký útok na Prahu 25. března 1945 byl operací amerických vzdušných sil v rámci bojů druhé světové války.

## Průběh
Jedním z hlavních cílů náletu byla ČKD, konkrétně její libeňská část – automobilka a lokomotivka. Útok byl veden také na leteckou továrnu Aero či chebské letiště, kam letěla necelá stovka bombardérů. Nad Prahou jich bylo asi 400. Záměrem Spojenců bylo zamezit výrobě stíhačů tanků Hetzer, která začala v dubnu 1944. Nálet trvající 22 minut byl úspěšný a zabránil další výrobě hetzerů, jichž bylo do té doby vyrobeno 2000 v Praze a 800 v Plzni.

## Následky
Ačkoliv bylo bombardování záměrně provedeno v neděli, aby v továrnách nebylo tolik dělníků jako v běžný pracovní den, obětí byly stovky. Podle posledních výzkumů následkem bombardování zemřelo celkem 562 lidí a dalších 1027 jich bylo zraněno.